# Jimmy Wynn
James Sherman Wynn (nascido em 12 de março de 1942), apelidado de "The Toy Cannon", é um ex-jogador profissional de beisebol que atuou durante 15 anos na Major League Baseball pelos times do Houston Colt .45s / Astros, Los Angeles Dodgers, Atlanta Braves , New York Yankees e Milwaukee Brewers, principalmente como campista central.